# البور آيت يحيى 2 (آيت يحيى 2)
البور آيت يحيى 2 هو دُوَّار يقع بجماعة آيت سدرات السهل الغربية، إقليم تنغير، جهة درعة تافيلالت في المملكة المغربية. ينتمي الدوّار لمشيخة آيت يحيى 2 التي تضم 16 دوار. يقدر عدد سكانه بـ 1319 نسمة حسب الإحصاء الرسمي للسكان والسكنى لسنة 2004.

## روابط خارجية
- البوابة الوطنية للجماعات الترابية
- المندوبية السامية للتخطيط